# Patanga
Patanga Uvarov, 1923 è un genere di cavallette della famiglia Acrididae.

## Distribuzione e habitat
Le sue specie sono distribuite in Asia: India, Cina, Giappone, Indocina e Malesia occidentale.

## Tassonomia
Il genere comprende le seguenti specie:
- Patanga apicerca Huang, 1982
- Patanga avis Rehn & Rehn, 1941
- Patanga humilis Bi, 1986
- Patanga japonica (Bolívar, 1898)
- Patanga luteicornis (Serville, 1838)
- Patanga succincta (Johannson, 1763)